# Eibe auf Haus Rath
Die Eibe auf Haus Rath ist eine mehr als 800 Jahre alte Eibe. Sie befindet sich auf Haus Rath im Krefelder Stadtteil Elfrath, ist ein geschütztes Naturdenkmal und gilt als der älteste Baum im Krefelder Stadtgebiet.

## Zustand
Der Stamm hat einen Umfang von 4,5 m. Der Kern des Stammes ist hohl und der Stamm selber ist an mehreren Stellen gespalten. Für die Erhaltung der Stabilität der Eibe müssen bereits seit mehreren Jahrzehnten Anker eingesetzt werden um die einzelnen Teile des Stammes zusammenzuhalten.

## Pflege
Um die Pflege des Baumes kümmert sich der Fachbereich Grünflächen der Stadt Krefeld.

## Alter
Zum Alter der Eibe gibt es recht unterschiedliche Angaben. Laut einem Schild vor Ort soll die Eibe 950 Jahre alt sein. Schätzungen lassen die Vermutung zu, dass der Baum sogar bis zu 1000 Jahre alt sein könnte. Da der Kern des Baumes nicht mehr existiert ist eine exakte Datierung anhand von Jahresringen nicht eindeutig möglich. In der Fachliteratur werden Alter zwischen 450 Jahren und 850 Jahren angegeben. Es gilt jedoch als wahrscheinlich, dass der Baum mindestens 800 Jahre alt ist.

## Standort
Die Eibe befindet sich auf einem künstlich aufgeschütteten Wehrhügel (Motte). Die ersten befestigten Anlagen auf diesem Hügel konnten auf etwa um 1200 datiert werden. Es wird jedoch angenommen, dass der Hügel selbst bereits bis zu 200 Jahre früher angelegt wurde. Haus Rath, Hügel, Burggraben und die Wiesen davor sind Privatgelände, daher kann der Baum nicht ohne weiteres besichtigt werden.

## Legende
Einer Überlieferung nach entstand die Eibe durch eine Fehde mit den Herren der nahe gelegenen Burg Linn: Ulrich von Linn soll mit seinem Bogen einen Pfeil aus Eibenholz in Richtung Haus Rath abgeschossen haben, welcher im Burghügel stecken blieb, austrieb und zum heutigen Baum heranwuchs.

## Trivia
Die Straße Zur Eibe in der Neubausiedlung in der unmittelbaren Nachbarschaft ist der Eibe auf Haus Rath gewidmet.